# 广州医科大学附属肿瘤医院
广州医科大学附属肿瘤医院，简称“广医肿瘤医院”，是中华人民共和国广东省广州市的三级甲等医院。医院是广州医科大学的直属附属医院，以肿瘤防治与研究为特色。

## 历史
1982年，广州市卫生部门提出建立广州市属肿瘤防治机构的提议；市政府后于1984年12月正式批准并投资兴建广州市肿瘤医院。1987年8月28日，市肿瘤医院正式启用，并于9月3日开始收治病人。
2006年1月20日，广州市肿瘤医院移交广州医学院管理，并更名为广州医学院附属肿瘤医院。2013年，因广州医学院更名为广州医科大学，广州医学院附属肿瘤医院更名为广州医科大学附属肿瘤医院。2015年，广州医科大学附属肿瘤医院被评为“三级甲等肿瘤医院”。

## 研究
医院主要承担华南地区的肿瘤防治及研究工作。医院于2000年3月加挂广州医学院临床肿瘤研究中心牌子，2022年4月加挂广州市癌症防治中心牌子。

## 院区
广州医科大学附属肿瘤医院设有两个院区。

### 越秀院区
越秀院区位于越秀区登峰街道横枝岗路78号。院区分两期建设，首期于1987年8月投入使用，并在1991年12月完成二期建设。

### 南沙院区
建设中的南沙院区位于南沙区万顷沙镇，计划于2025年建成。
南沙区政府与广医肿瘤医院在2019年11月签署共建协议，计划建设为国家级区域肿瘤专科医疗中心。该院区于2022年10月28日开工，一期工程主体结构于2023年12月31日封顶。

## 交通
- 越秀院区：广州地铁11号线云台花园站